# Loa loa
Loa loa («глазной червь») — червь типа нематоды (круглые черви) отряда Spirurida надсемейства Filarioidea семейства Onchocercidae, паразит человека. Паразитирует в подкожной жировой ткани и вызывает болезнь лоаоз. Перемещаясь по тканям человеческого организма, он может добраться до глаз, ввиду чего и получил неофициальное название «глазной червь». Паразит является эндемиком Западной и Центральной Африки, но может распространяться в других странах, а перевозчиками являются мухи и москиты.  Человек заражается лоаозом через укусы слепней, являющихся промежуточными хозяевами паразитов.

## Внешний вид
Взрослые особи (макрофилярии) беловатого цвета с характерным для нематод габитусом. Самцы достигают длины 30-35 мм и примерно 0,4 мм толщины, самки — длины 40-70 мм и 0,5 мм толщины. Длина личинок (микрофилярий), покрытых оболочкой, составляет всего 300 мкм.

## Распространение
Эти черви обитают только в Западной и Центральной Африке; их ареал ограничен 10° северной широты и 5° южной широты, то есть включает в себя территорию Конго, Габона, Чада, Судана, Южного Судана, Центральноафриканской Республики, Камеруна, Нигерии и северной Анголы.

## Образ жизни
Loa loa ведёт паразитический образ жизни, паразитируя в подкожной жировой ткани хозяев. Во время своих перемещений по организму человека-носителя он способен добраться до глазного белка, вызывая тем самым характерный конъюнктивит.

### Виды хозяев
Червь паразитирует в тканях не только человека, но и некоторых видов африканских приматов: дрилов (Mandrillus leucophaeus), павианов-анубисов (Papio anubis) и мартышек-гусаров (Erythrocebus patas). Экспериментально доказано, что он способен поражать также некоторые виды грызунов — например, когтистую (монгольскую) песчанку (Meriones unguiculatus).

### Жизненный цикл

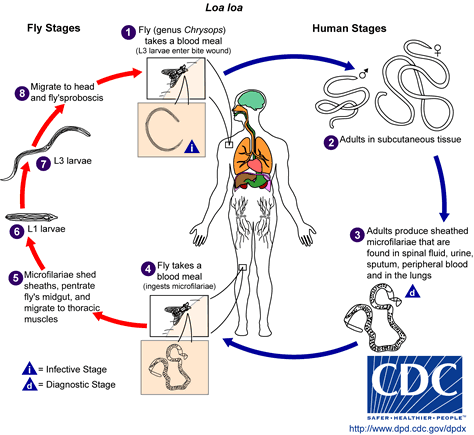
Рисунок, отображающий жизненный цикл Loa loa.

Промежуточными хозяевами и переносчиками червя являются слепни видов Chrysops dimidiata и Chrysops silacea. При укусе (только самки слепней сосут кровь) червь попадает под кожу человеку, находясь в стадии личинки (фаза L3; см. рисунок справа.). Развитие до взрослого, половозрелого червя (макрофилярии) занимает как минимум 3 месяца. Эти черви в указанный период времени обитают в подкожной жировой ткани и могут перемещаться вперед внутри неё со скоростью примерно 1 см в минуту и могут достичь от 1 метра до 20 метров. Продолжительность жизни червя может превышать 20 лет.
Самки червя, находясь в человеке, откладывают личинки (микрофилярии) (фаза L1) в подкожную ткань, после чего они через лимфатические сосуды проникают в кровь. Примерно в полдень (между 10 и 15 часами) они часто могут быть обнаружены в кровеносных сосудах под кожей, откуда могут попасть к слепням, жалящим человека. Наряду с этим их иногда можно обнаружить также в мокроте, моче, спинномозговой жидкости и — чаще всего по ночам — в лёгких.
После того как микрофилярии попадают (после укуса) в организм самки слепня, они через влагалище проникают в её среднюю кишку. Внутри грудных мышц насекомого они проходят две фазы развития (это занимает примерно две недели) и после достижения фазы L3 личиночной стадии, предварительно переместившись в хоботок насекомого, в момент укуса слепнем снова проникают в кровь, а затем и в ткань хозяина-человека.

### Диагностика и лечение лоаоза
Заболевание может быть диагностировано путём обнаружения микрофилярий в анализе крови (с помощью микроскопа), а также невооружённым взглядом — при характерном воспалении в глазах или специфических отёках и опухолях на коже, появляющихся при перемещениях червя внутри подкожной ткани; величина такой опухоли иногда может достигать размеров куриного яйца, другим характерным симптомом является острый зуд в месте перемещения паразита. Червь может быть удалён из организма хирургическим путём или же с помощью специальных глистогонных средств, таких как диэтилкарбамазин, действие которых препятствует естественному метаболизму паразита.